# ジョナサン・ジョセフ
ジョナサン・ジョセフ（Jonathan Joseph、1991年5月21日 - ）は、プロD2、ビアリッツ・オランピックに所属するラグビーユニオン選手。

## プロフィール
- イングランド・ダービー出身。
- ポジションはセンター(CTB)、ウィング(WTB)。
- 身長 183cm、体重 91kg
- U20イングランド代表に選ばれたことがある[1]。
- イングランド代表キャップは55（2020年12月現在）でラグビーワールドカップ2015・ラグビーワールドカップ2019のイングランド代表に選ばれた[2]。
- ブリティッシュ・アンド・アイリッシュ・ライオンズに選ばれたことがある[3]。

## 略歴
ロンドン・アイリッシュを経て、2013年、バースに加入。 
2023年、ビアリッツ・オランピックに加入。